# Bentley 3½ Litre
Bentley 3½ Litre är en personbil, tillverkad av den brittiska biltillverkaren Bentley mellan 1933 och 1936.
Sedan Bentley gått omkull 1931, köpte Rolls-Royce upp konkursboet. 1933 presenterades så en ny Bentley, baserad på Rolls-Royce 20/25hp. Bentleyn hade kortare hjulbas för lättare karosser och med motorn trimmad med hjälp av bland annat dubbla förgasare, hade den klart bättre prestanda än syskonmodellen. Bilen marknadsfördes som The Silent Sports Car (”den tysta sportbilen”).
W O Bentley var anställd i sin gamla firma och hade hjälpt till med utprovningen av 3½ Litre. Han hade dock ingen möjlighet att påverka konstruktionen och 1935 gick han över till konkurrenten Lagonda.